# Queen of the Mask
Queen of the Mask (en hangul,  가면의 여왕; romanización revisada del coreano: Gamyeon-ui Yeowang) es una serie de televisión surcoreana dirigida por Kang Ho-joong y protagonizada por Kim Sun-a, Oh Yoon-ah, Shin Eun-jung y Yoo Sun. Se emitió en Channel A desde el 24 de abril hasta el 13 de junio de 2023, los lunes y martes a las 22:30 (hora local coreana). También está disponible en la plataforma Viu para algunas zonas del mundo.

## Sinopsis
Tras un asesinato en el que estuvieron involucradas cuatro amigas, tres de ellas le dieron la espalda a la cuarta dejándole que cargara ella sola con la acusación. Esto la impulsó a huir a los Estados Unidos. Ahora, diez años después, regresa a Corea para encontrar a una hija desaparecida, y planea descubrir la verdad. Para ello, aparece frente a sus tres antiguas amigas, que ahora están viviendo una vida hermosa, y trata de revelar sus verdaderos rostros ocultos bajo la máscara. Comienza una guerra de celos y deseos entre cuatro amigas que se enfrentan a un torbellino en sus vidas por culpa de un hombre.

## Reparto

### Principal
- Kim Sun-a como Do Jae-yi, una famosa abogada y una celebridad con 400.000 seguidores. Conocida como un baluarte de la justicia, sobre todo defendiendo a mujeres víctimas de agresiones sexuales, es al mismo tiempo una mujer ambiciosa a la que le prometieron que sería la nueva alcaldesa a cambio de manejar el trabajo sucio en el mercado de Tongju.[5][6][7]
- Oh Yoon-ah como Go Yoo-na, que estuvo involucrada en un caso de asesinato diez años atrás. Parecía recuperar su felicidad al formar una familia en Estados Unidos, pero regresa para encontrar a su hija desaparecida y para vengarse de las amigas que la abandonaron en su momento.[6][8]
- Shin Eun-jung como Joo Yoo-jung, presidenta de la Fundación de Artes Youngwoon, que se enfrenta con un caso difícil antes de su matrimonio.[6][9]
- Yoo Sun como Yoon Hae-mi, la primera vicepresidenta del hotel Mariella que llegó al cargo siendo una empleada ordinaria. Ella tiene todo lo que quiere.[6][10]

### Secundario
- Oh Ji-ho como Choi Kang-hoo, dueño de un restaurante, exnovio de Go Yoo-na y actual pareja de Do Jae-yi.[11][12]
- Lee Jung-jin como Song Je-hyeok,  director del equipo educativo de Angelang Nursery School. Es una persona ejemplar y familiar. Sin embargo, sus antecedentes y secretos se revelan uno por uno con el tiempo.[13][14]
- Lee Yeon-do como Kim Ji-hee, la sobrina del presidente del hotel Mariella, que ha perdido su puesto de vicepresidenta ante Yoon Hae-mi.[15]
- Shin Ji-hoon como Cha-Leo, un expresentador de bar con una buena apariencia. Está casado con Hae-mi y es su gran apoyo, pero se ve arrastrado en un torbellino también por hechos del pasado.[16]
- Jang Eui-soo como Cho Yong-pil, el secretario de Do Jae-yi y el jefe de la oficina legal. Es una persona llena de lealtad que hace todo lo que Do Jae-yi le dice que haga, ya sea legal o ilegal, sin preguntar ni poner en cuestión.[17][18]
- Jeon Jin-ki como Jung Goo-tae, el alcalde de Tongju, y cliente oculto de Do Jae-yi.[19][20]
- Song Young-chang como Kang Il-goo, presidente de Kangbo Group.
- Kwon Tae-won como Ki Yun-cheol, miembro de la Asamblea Nacional para el quinto mandato en Tongju.
- Kim Young-joon como el secretario Choi, secretario de Yun-cheol.

## Producción
El 5 de diciembre de 2022 se anunció que la productora Rae Mong Raein había firmado un contrato de venta y suministro de la serie con Channel A, por un valor de 11 200 millones de wones, que debía cumplirse antes del 31 de marzo de 2023.
El 5 de enero de 2023 Channel A anunció que las cuatro protagonistas habían confirmado su aparición en la serie. El 8 de febrero se publicaron imágenes de la lectura del guion por el reparto de actores. El 22 de marzo se confirmó la fecha de estreno, al tiempo que se lanzaba un tráiler de presentación. El 30 se publicó un cartel con el personaje de Jae-yi (Kim Sun-a) en solitario.

## Audiencia
| Temporada | Temporada | Episodio número | Episodio número | Episodio número | Episodio número | Episodio número | Episodio número | Episodio número | Episodio número | Episodio número | Episodio número | Episodio número | Episodio número | Episodio número | Episodio número | Episodio número | Episodio número | Promedio |
| Temporada | Temporada | 1               | 2               | 3               | 4               | 5               | 6               | 7               | 8               | 9               | 10              | 11              | 12              | 13              | 14              | 15              | 16              | Promedio |
| --------- | --------- | --------------- | --------------- | --------------- | --------------- | --------------- | --------------- | --------------- | --------------- | --------------- | --------------- | --------------- | --------------- | --------------- | --------------- | --------------- | --------------- | -------- |
|           | 1         | —               | —               | —               | 458             | 488             | 530             | 549             | 553             | 483             | 509             | 555             | 580             | 546             | 563             | —               | 640             | —        |

| Episodio | Fecha de emisión    | Índice de audiencia (Nielsen Korea) | Índice de audiencia (Nielsen Korea) |
| Episodio | Fecha de emisión    | Nacional                            | Seúl                                |
| --- | ------------------- | ----------------------------------- | ----------------------------------- |
| 1 | 24 de abril de 2023 | 1,401 % (21.ª)                      | N/D                                 |
| 2 | 25 de abril de 2023 | 1,501 % (22.ª)                      | N/D                                 |
| 3 | 1 de mayo de 2023   | 2,270 % (14.ª)                      | N/D                                 |
| 4 | 2 de mayo de 2023   | 2,413 % (8.ª)                       | 2,11 % (8.ª)                        |
| 5 | 8 de mayo de 2023   | 2,482 % (8.ª)                       | 2,325 % (7.ª)                       |
| 6 | 9 de mayo de 2023   | 2,423 % (8.ª)                       | 2,479 % (6.ª)                       |
| 7 | 15 de mayo de 2023  | 2,635 % (10.ª)                      | 2,597 % (7.ª)                       |
| 8 | 16 de mayo de 2023  | 2,892 % (6.ª)                       | 2,906 % (4.ª)                       |
| 9 | 22 de mayo de 2023  | 2,591 % (7.ª)                       | 2,559 % (4.ª)                       |
| 10 | 23 de mayo de 2023  | 2,650 % (5.ª)                       | 2,526 % (6.ª)                       |
| 11 | 29 de mayo de 2023  | 2,869 % (5.ª)                       | 2,852 % (4.ª)                       |
| 12 | 30 de mayo de 2023  | 3,084 % (6.ª)                       | 3,096 % (4.ª)                       |
| 13 | 5 de junio de 2023  | 2,819 % (4.ª)                       | 2,671 % (5.ª)                       |
| 14 | 6 de junio de 2023  | 3,107 % (6.ª)                       | 3,602 % (4.ª)                       |
| 15 | 12 de junio de 2023 | 2,280 % (9.ª)                       | 2,193 % (5.ª)                       |
| 16 | 13 de junio de 2023 | 3,349 % (5.ª)                       | 3,236 % (5.ª)                       |
| Promedio | Promedio            | 2,548 %                             | —                                   |
| - En la tabla superior, los números azules representan las calificaciones más bajas y los números rojos representan las más altas. - N/D indica que la serie no se ubicó entre los veinte programas diarios de mayor audiencia en la fecha señalada y que por tanto el dato es desconocido. - Esta serie se transmite en un canal de cable/televisión de pago, que normalmente tiene una audiencia menor respecto a las emisoras de televisión públicas/gratuitas (KBS, SBS, MBC y EBS). |                     |                                     |                                     |